# Селеткан (село)
Селеткан (рос. Селеткан) — село у Шимановському районі Амурської області Російської Федерації. Розташоване на території українського історичного та етнічного краю Зелений Клин.
Входить до складу муніципального утворення Селетканська сільрада . Населення становить 278 осіб (2018).

## Історія
З 20 жовтня 1932 село року ввійшло до складу новоутвореної Амурської області. 16 травня 1939 року Указом Президії Верховної Ради РРСФР в результаті розукрупнення Свободненского району був утворений Шимановський район, до складу якого ввійшло село.
З 1 січня 2006 року органом місцевого самоврядкування є Селетканська сільрада .